# Lurcher
Lurcher (pronúncia: Lâr tcher) é uma designação genérica dada a todo cão de caça sem raça definida oriundo da mescla entre um cão do tipo lebréu e um cão de trabalho de outro tipo. É bastante utilizado para caça de lebres, por conta de sua velocidade, mas também é utilizado na caça de raposas, javalis e cervos. Um cão do tipo lebréu é um componente invariável na mescla que origina o Lurcher. Já os outros tipos de cães de trabalho que são utilizados com o lebréu incluem: cães do tipo terrier, molossos, retrievers, cães de aponte e até cães de pastoreio que neste caso, por exemplo, os lurchers produzidos são utilizados para pastorear. Entre alguns dos cruzamentos mais comuns estão: Galgo inglês e Deerhound; Whippet e Border collie; Galgo inglês e Pit Bull ou Bull terrier(que neste caso recebe o apelido de "Bull Lurcher"); Saluki e Irish Wolfhound; Galgo inglês e Bulldog americano; etc. Isto no caso dos exemplares meio-sangue, porém dependendo da geração o exemplar pode ser composto por 3 ou mais raças diferentes. 

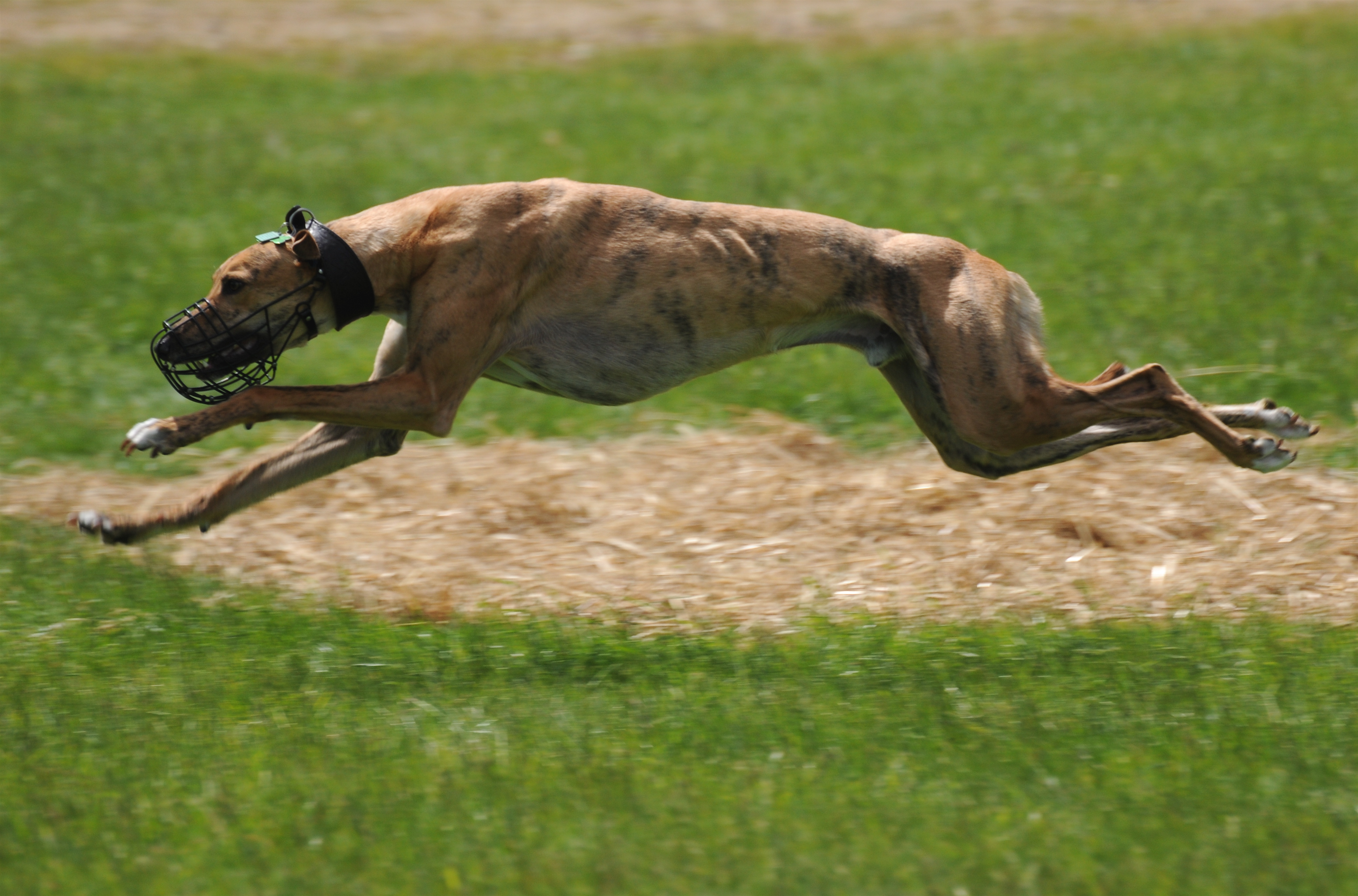
Um lurcher longdog em corrida.

 No Brasil, uma combinação comum é Dogo argentino com Galgo inglês, cujo resultado recebe o apelido de "Dogal".

## Etimologia
O conceito do Lurcher surgiu na Irlanda e Reino Unido. Quanto à etimologia: O nome lurcher pode ser derivado da palavra em romani "lur", que significa ladrão; Ou do inglês antigo lorchen que significa "que espreita; espreitar".

## Lébreis
Algumas raças do tipo lebréu fazem parte do Grupo 10 da Federação Cinológica Internacional: